# Mørke rum
Mørke rum er en kortfilm fra 2014 instrueret af Peter Lavrsen efter manuskript af Flemming Christian Klem, Peter Lavrsen og Jakob Thomsen.

## Handling
Den unge Sebastian udforsker sin seksualitet og søger sex og kærlighed på nettet. Han mødes med den ældre Jacob, der tager ham med på en sexklub. I de aparte omgivelser overgiver Sebastian sig til øjeblikket og i løbet af deres efterfølgende møder, spirer kærligheden hos Sebastian. Udenfor det mørke rum, trænger realiteterne sig imidlertid på. For Jacob tæller kødets lyst og ikke kærligheden. Så da Sebastians forventninger ikke bliver indfriet, og Jacob trækker sig væk, søger Sebastian forgæves at genskabe det tabte i det mørke rum med en fremmed.